# Malika Oufkir
Malika Oufkir (arabiska: مليكة أوفقير), född den 2 april 1953 i Marrakech, är en marockansk författare och tidigare "försvunnen". Från 1973 till 1991 var hon, hennes syskon och deras modern frihetsberövade på grund av faderns kuppförsök. 2000 publicerades La Prisonnière, Oufkirs självbiografi om sitt liv och fängelsetid, efter att hon tre år tidigare emigrerat till Frankrike.

## Biografi
Oufkir är äldsta dotter till generalen Mohamed Oufkir och kusin till den marockanska författaren och skådespelerskan Leila Shenna. Hon är av berbisk släkt. När hon var fem år blev hon inofficiellt adopterad av Marockos kungafamilj, och fram till 16 års ålder växte hon upp i kungapalatset, isolerad från sin egen familj.

### Kuppförsök, husarrest, fängelse
Fadern var inrikesminister, försvarsminister och landets överbefälhavare. Under 1960- och det tidiga 1970-talet var han den näst kung Hassan II mäktigaste personen i Marocko. 1972 genomförde han ett kuppförsök mot kungen, varefter han fängslades och därefter avrättades.
General Oufkirs familj drabbades därefter inledningsvis av husarrest i den södra delen av landet under åren 1973–1977. Därefter skickades hela familjen till ett hemligt fängelse i Sahara, där de under drygt 15 års tid fick utstå svåra villkor – inklusive tortyr. 1987 omvandlades deras fängelsevistelse åter till husarrest, efter att syskonen rymt från sitt fängelse via en handgrävd tunnel. Fyra år senare släpptes de ur sin internering (i en grupp av totalt nio politiska fångar).

### Senare liv
16 juli 1996 emigrerade den då 43-åriga Malika Oufkir till Paris, tillsammans med brodern Raouf och systern Soukaina.
Malika Oufkirs liv som politisk fånge fick stor uppmärksamhet. Hon och hennes syskon konverterade från islam till kristendom, medan modern fortsatte sin muslimska tro. 1998 gifte Malika Oufkir sig med Eric Bordreuil.
2000 publicerades La Prisonnière, en självbiografisk bok som Oufkir skrev tillsammans med Michèle Fitoussi. Boken översattes 2001 till engelska under titeln Stolen Lives: Twenty Years in a Desert Jail. Den blev förbjuden i Oufkirs födelseland, men på senare år har den rapporterats gå att köpa även i Marocko.